# Estela Canto
Estela Canto (Buenos Aires, 4 settembre 1915 – Buenos Aires, 3 giugno 1994) è stata una scrittrice, giornalista e traduttrice argentina di ascendenza uruguaiana.
Discendente da alcuni alti ufficiali dell'esercito uruguaiano di Latorre, ebbe una lunga relazione sentimentale con lo scrittore Jorge Luis Borges.

Il fratello di Estela, Patricio Canto, firmò il saggio intitolato Il caso Ortega y Gasset, riguardo al noto filosofo spagnolo.

## Biografia
Durante gli anni '30 e '40, Estela lavorò come agente in diversi locali da ballo della capitale argentina, finché non conobbe Jorge Luis Borges a casa di Adolfo Bioy Casares e di Silvina Ocampo. Un aneddoto racconta che Borges non si accorse nemmneno della sua simpatia. Dopo un altro incontro da Bioy, Borges si offrì di accompagnarla a casa. Mentre chiacchieravano camminando a tarda notte, avrebbero scoperto la comune passione per George Bernard Shaw.
Borges era già famoso negli ambienti letterari, sebbene non fosse interessato ancora a scrivere romanzi con altri intellettuali.
Ciononostante, si innamorò di Canto, a cui indirizzò varie lettere d'amore, che Estela diede alle stampe nel 1989 all'interno del suo libro di memorie:
(Estela Canto, Borges a contraluz, 1989)
La madre di Estela, non condivideva le idee libertine e la vita sessuale della figlia, che ripetutamente si era concedeva avventure effimere con gli uomini. Quando Borges chiese la mano alla famiglia, ricevette la seguente risposta:
(Estela Canto, Borges a contraluz, 1989)
Col trascorrere del tempo, la fiamma d'amore si spense e, molti anni dopo, i due si incontrarono di nuovo come amici.
Borges dedicò a Canto il racconto Aleph, facendo omaggio dell'edizione originale per ricambiare l'aiuto ricevuto durante l'attività stenografica.

Il manoscritto fu ceduto da Estela alla casa d'aste Sotheby's per la somma di trentamila dollari. Successivamente, fu acquistato dalla Biblioteca nazionale di Spagna, che lo custodisce nella sede di Madrid.

## Opere
Gli scritti di Estela descrivono la vita di Buenos Aires negli anni che precedono l'ascesa del peronismo al potere. Estela firmò le seguenti pubblicazioni:
- 1945 El muro de mármol
- 1950 El retrato y la imagen
- 1953 El hombre del crepúsculo
- 1956 El estanque
- 1962 La noche y el barro
- 1966 Isabel entre las plantas
- 1973 Los otros, las máscaras
- 1976 La hora detenida
- 1978 El jazmín negro
- 1980 Ronda nocturna
- 1982 Detrás de la medialuna (con el seudónimo de Evelyn Clift)
- 1989 Borges a contraluz

Inoltre, collaborò alla rivista letteraria Sur, fondata nel '31 da Victoria Ocampo, nella quale pubblicò la traduzione in spagnolo del romanzo Alla ricerca del tempo perduto di Marcel Proust, fra le altre opere.
Nel 1979 contribuì alla sceneggiatura del film argentino El Fausto criollo diretto da Luis Saslavsky (1903–1995).

Nel 1990, il regista peruviano Ricardo Arroyo realizzò il mediometraggio intitolato La Novia de Borges, ideato sulla base del racconto dello scrittore cileno Omar Pérez Santiago. Nove anni più tardi, fu prodotto anche un adattamento cinematografico, Un amor de Borges, diretto da Javier Torre.